# Życica wielokwiatowa
Życica wielokwiatowa, rajgras włoski, kąkolnica (Lolium multiflorum) – gatunek rośliny z rodziny wiechlinowatych. Naturalne obszary występowania to północna Afryka, południowa Europa i południowo-zachodnia Azja. Roślina została szeroko rozprzestrzeniona w strefach umiarkowanych obu półkul i na obszarach górskich w strefie międzyzwrotnikowej. W Polsce jest gatunkiem introdukowanym. Sprowadzona została w drugiej połowie XIX w. na Pojezierzu Pomorskim do uprawy, jako roślina łąkowa. Samorzutnie rozprzestrzeniła się w środowisku naturalnym. W naturze jest jednak rośliną w Polsce dość rzadką, nie wywiera większego wpływu na roślinność rodzimą. Status gatunku we florze Polski: kenofit.

## Morfologia

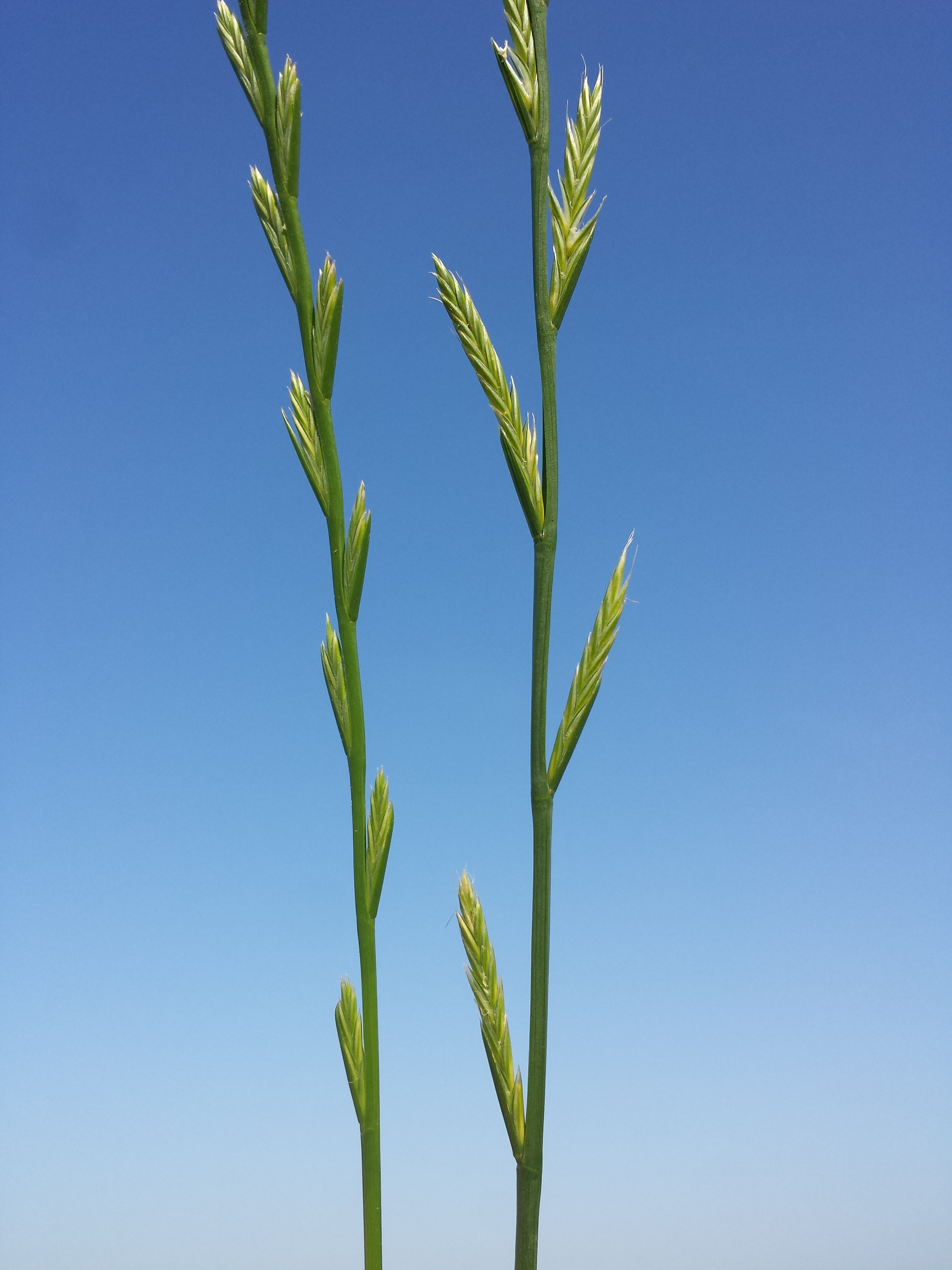
Kwiatostan życicy wielokwiatowej po prawej i trwałej po lewej

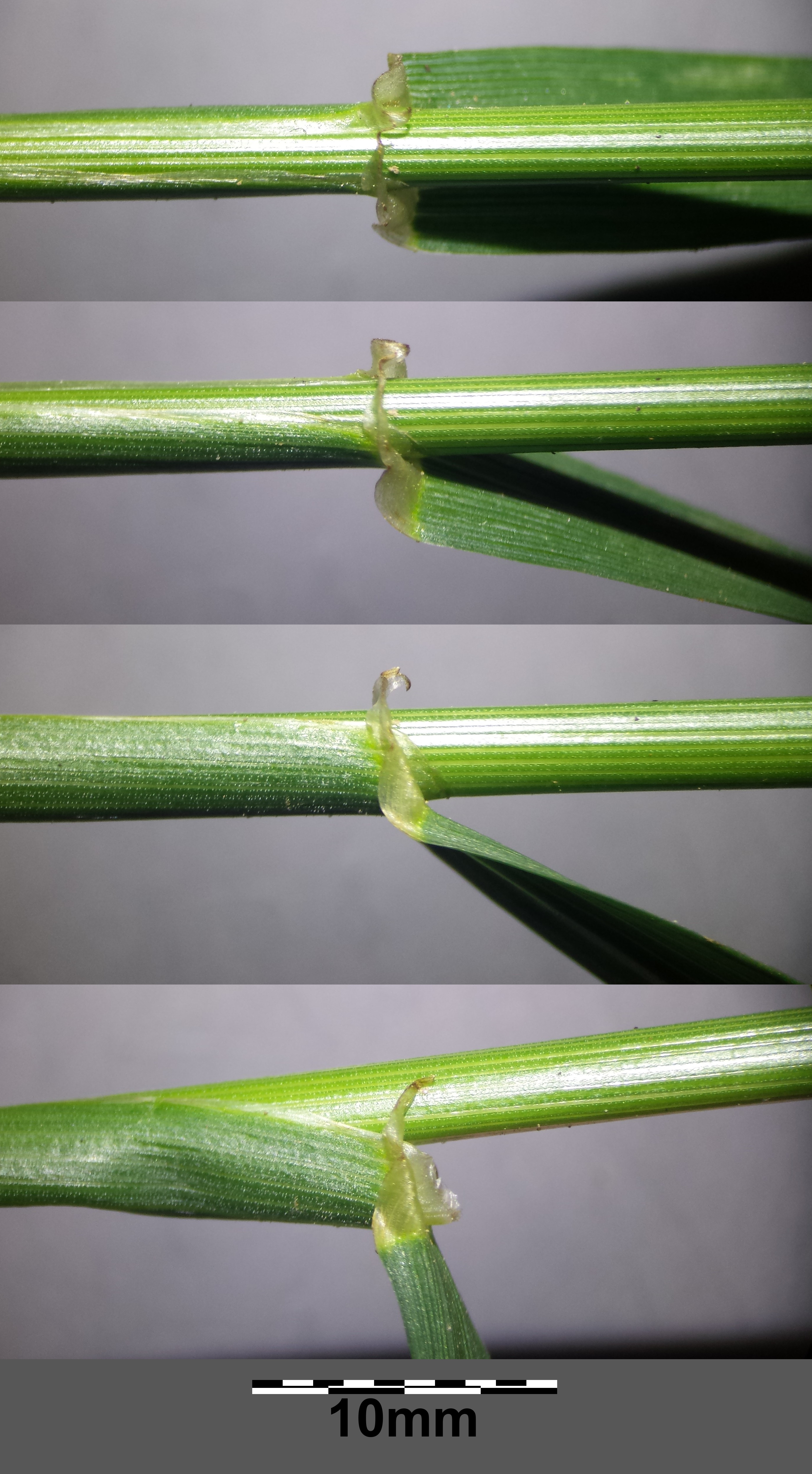
Nasada blaszki

PokrójRoślina gęstokępkowa. Przeważnie jest byliną, czasami rośliną jednoroczną lub dwuletnią. Nie wytwarza podczas kwitnienia pędów płonych.
ŁodygaDorasta do wysokości 60–80 cm. Źdźbło koloru żywozielonego, w górnej części szorstkie.
LiścieJasnozielone, bruzdkowane, na spodniej stronie błyszczące, o szorstkich pochwach. Młode liście są przeważnie zwinięte.
KwiatyZebrane w kłosy złożone, składające się z 11–22 kwiatowych kłosków odstających od zagłębień głównej osi. Szczytowy kłosek ma 2 plewy, pozostałe 1 plewę. Plewy te są nie dłuższe niż 1/2 długości kłoska. Dolne plewki mają długość 7–8 mm, a ich ość do 15 mm. Kwitnie od czerwca do lipca.
OwoceZiarniak o długości ok. trzykrotnie większej od szerokości.

## Biologia i ekologia
Rośnie na miedzach, łąkach, pastwiskach. W uprawach koniczyny jest chwastem.

## Zmienność
Tworzy mieszańce z życicą lnowa, ż. roczną, ż. sztywna, ż. trwałą oraz kostrzewą łąkową i k. trzcinowatą.

## Zastosowanie

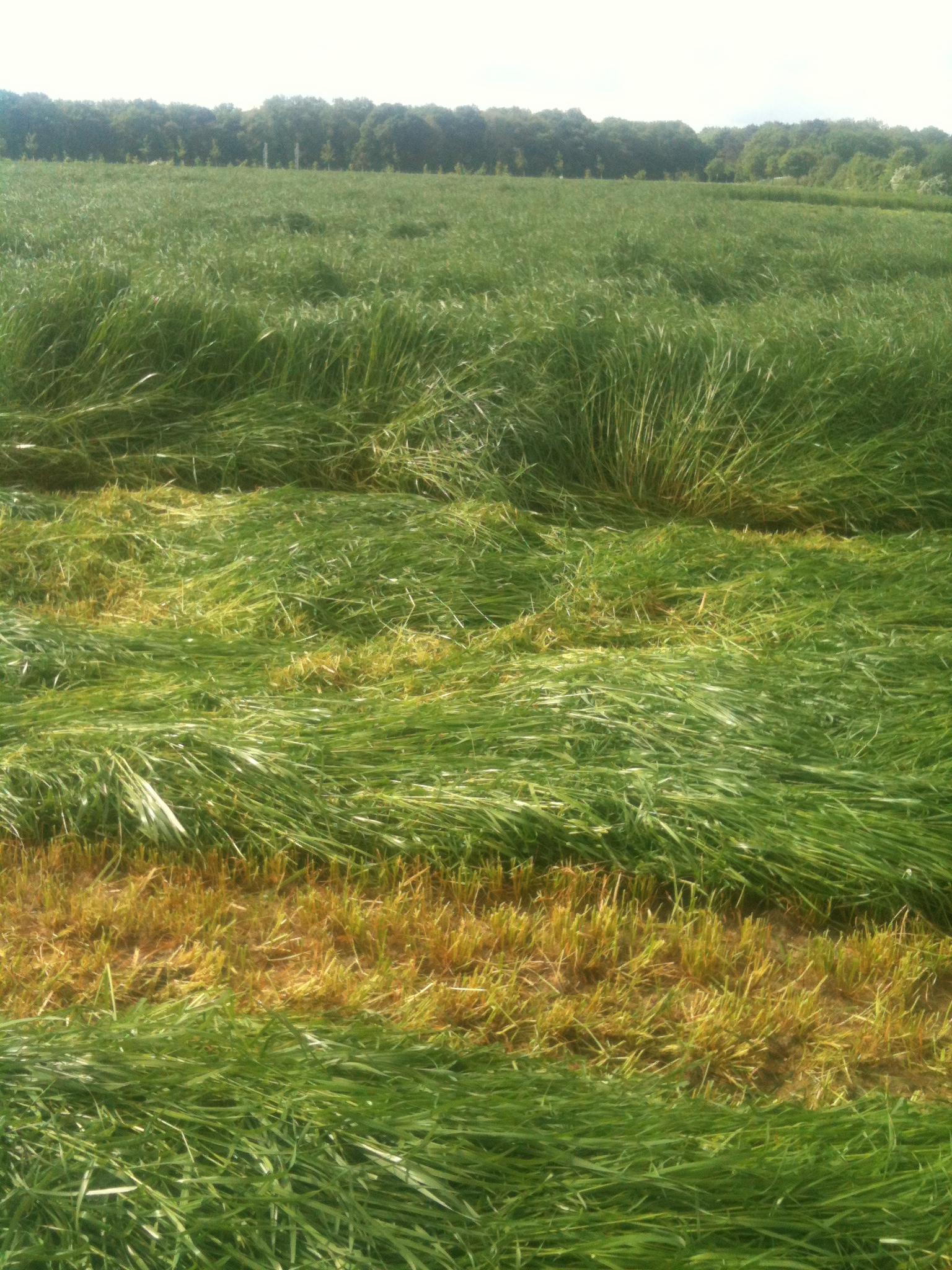
Uprawa i zbiór życicy wielokwiatowej

Ceniony gatunek paszowy. Znajduje się w rejestrze roślin uprawnych Unii Europejskiej.